# 서울갈현초등학교
서울갈현초등학교는 대한민국 서울특별시 은평구 갈현동에 있는 공립 초등학교로, 1967년 3월 13일에 개교되었다.

## 연혁
- 1967년 3월 13일 서울갈현초등학교 개교(13학급)
- 2001년 5월 7일 자료제작센터 설치
- 2005년 11월 28일 신관 3개 교실 증축
- 2009년 2월 26일 영어전용교실 설치(1실)
- 2009년 3월 1일 제13대 오현근 교장 부임
- 2009년 12월 18일 디지털 방송시스템 구축
- 2010년 12월 20일 과학실 현대화 공사(2실)
- 2012년 2월 25일 교육복지실 난방 공사
- 2012년 10월 12일 화장실 배수관 공사
- 2016년 8월 16일 다목적교실(강당) 설치 공사
- 2017년 12월 21일 각 교실 공기청정기 설치
- 2018년 1월 19일 학교 학내망 설치 공사
- 2018년 6월 18일 본관동 창의융합실(다목적실) 공사
- 2018년 8월 16일 방송실 리모델링 및 학교전체 방송시설 교체
- 2018년 8월 20일 특별교실 바닥재 교체 공사
- 2018년 9월 6일 동관 화장실 개선보수 공사
- 2019년 8월 7일 음악실 내부시설 보수공사
- 2019년 10월 2일 꾸미고 꿈꾸는 정보화동 화장실 개선 공사
- 2020년 2월 12일 제53회 졸업식(245명, 누계 34009명)
- 2020년 9월 1일 제16대 박현숙 교장 부임

## 참고 자료
- 서울갈현초등학교 - 한국교육학술정보원 학교알리미